# Kassandra Marr
Kassandra Marr ((Rio Grande do Sul) é o nome artístico de Maria Fátima Barbosa de Oliveira, uma ex-atriz luso-brasileira,  nascida no dia 4 de julho de 1969. Atualmente mora no Rio Grande do Sul e possui uma pousada em Gramado.

## Filmografia
- Dollgatory (2007) .... Natasha
- A Nero Wolfe Mystery (2001) .... Secretária (1 episódio, papel secundário)
- La Femme Nikita (2001, TV) .... Espiã Kiria
- Power Play (1999-2000).... Mulher de Chris (2 episódios, papel secundário)
- The Crossing (2000, TV) .... Mrs. Williams (mulher do soldado, papel secundário)
- Ricky Nelson: Original Teen Idol (1999, TV) .... Cleopatra (papel secundário)
- Il guardino (1999) .... Sophia (curta metragem)
- Total Recall 2070 (1999) .... Técnica (2 episódios, papel secundário)